# Thiên bôi bất túy
Thiên bôi bất túy (千杯不醉, tên tiếng Anh: Drink Drank Drunk, tiếng Việt: Ngàn chén không say) là một bộ phim tình cảm hài lãng mạn của điện ảnh Hồng Kông, được sản xuất vào năm 2005 của đạo diễn Nhĩ Đông Thăng.

## Tóm tắt nội dung
Thiên bôi bất túy kể về Tiểu Mẫn (Dương Thiên Hoa đóng), cô gái có biệt danh là Miss Ngàn li không say vì cô uống không bao giờ say. Cô làm tiếp thị tại quán bia. Quan niệm của cô là đàn ông khi uống say thì lời nói không bao giờ đáng tin, Tiểu Mẫn cũng không kì vọng gì vào chuyện tình cảm, cô chỉ luôn mong ước có thể mở một quán cafe. Michael (Ngô Ngạn Tổ đóng), một đầu bếp Hoa Kiều tại Pháp, anh chỉ cần uống một li rượu là say bí tỉ, mong ước của anh là có thể đoạt giải khăn quấn xanh tại Pháp.
Trong một đêm bán bia, cô cảm thấy thương cảm cho Michael khi anh say rượu vì chán nản và thất vọng. Do công việc kinh doanh nhà hàng của anh không được suôn sẻ và có nguy cơ bị đóng cửa, và bị đuổi ra khỏi đường. Michael không còn chỗ ở, trong khi căn hộ của Tiểu Mẫn lại quá rộng cho một mình cô ở, nên anh ở tại nhà cô. Tiểu Mẫn đã trở thành partner của Michael. Họ thỏa thuận cô sẽ bán cafe vào ban ngày, còn anh sẽ mở nhà hàng vào ban đêm.Vận mệnh đưa họ đến với nhau, sau đó, cô thậm chí đã yêu say đắm chàng đầu bếp Hoa kiều. Tuy nhiên anh chàng đầu bếp đẹp trai lại không nghĩ như vậy, anh mong muốn có thể đi du lịch vòng quanh thế giới và thành công trong sự nghiệp làm đầu bếp của mình....

## Châm ngôn của phim
"Uống ngàn li có thể không say, nhưng yêu một người phải say đến cuối đời" Lưu trữ ngày 25 tháng 3 năm 2010 tại Wayback Machine.

## Diễn viên và vai diễn
- Ngô Ngạn Tổ - Michael
- Dương Thiên Hoa - Tiểu Mẫn
- Phương Trung Tín - Anh Chín
- Hồ Tịnh - Triệu Kỳ
- Cốc Đức Chiêu - Bo Bo